# Emilio Pettoruti
Emilio Pettoruti (La Plata, 1º ottobre 1892 – Parigi, 16 ottobre 1971) è stato un pittore argentino, ed è considerato uno dei più importanti artisti argentini del XX secolo.

## Origini e formazione artistica
Emilio Pettoruti proveniva da una prospera famiglia di origine italiana, collocata nella borghesia argentina. Pettoruti studiò arte a Buenos Aires, che all'inizio del Novecento era immersa in un dinamico fiorire di attività intellettuali. L'arte di Pettoruti fu influenzata dall'immagine della città moderna con i suoi schemi geometrici e verticali. Il tema della verticalità è ricorrente nella sua pittura. Decise di interessarsi di arte sotto l'influenza di suo nonno materno, José Casaburi, che era convinto del suo potenziale artistico. A soli quattordici anni, Emilio Pettoruti si iscrisse all'Accademia di Belle Arti della sua città, ma quasi subito decise di interrompere gli studi perché sentiva che avrebbe potuto imparare di più studiando per conto suo. Successivamente fu allievo di Emilio Coutaret, architetto e insegnante di disegno alla Scuola del Museo di Storia Naturale di Buenos Aires. In questo periodo sviluppò un grande interesse per il disegno caricaturale. Una di queste caricature, quella del deputato Rodolfo Serrat, attirò su di lui l'attenzione dell'uomo politico che gli procurò una borsa di studio per viaggiare all'estero.

## Il soggiorno in Italia
Nel 1913 Pettoruti si trasferì in Italia, a Firenze, dove studiò i capolavori del Medioevo e del Rinascimento, con particolare attenzione per Giotto, Beato Angelico e Masaccio. 
Mentre si trovava a Firenze, l'artista argentino entrò in contatto con i gruppi futuristi, tramite la rivista Lacerba. Anche se non fu mai pienamente futurista, rifiutando una precisa categorizzazione della sua arte, il suo stile fu influenzato anche da questo movimento, analogamente a quello del suo amico e collega Xul Solar. La sua prima mostra risale al 1916, presso la galleria Gonnelli, uno dei bastioni del futurismo fiorentino. Nel 1917 si trasferì a Roma, continuando a lavorare durante tutta la prima guerra mondiale. Pettoruti si concentrò sullo spazio e la forma, considerando il colore come un elemento secondario e sperimentò diversi mezzi espressivi, compresi il mosaico, la scenografia, le vetrate. A Roma conobbe e apprezzò Giorgio De Chirico, Ardengo Soffici e Carlo Carrà. Dopo molte mostre collettive e personali in Italia partì per Monaco di Baviera, dove espose alla galleria Der Sturm, considerata la galleria d'avanguardia dell'arte tedesca. Nel 1922, Pettoruti si trasferì a Milano dove conobbe alcuni membri del gruppo Novecento, come Mario Sironi, rimanendo influenzato anche da questo genere di pittura.

## Il ritorno in Argentina
Nel 1924, Pettoruti, insoddisfatto della svolta autoritaria e fascista, lascia l'Italia. Dopo un breve soggiorno di studi a Parigi, durante il quale conobbe Juan Gris e Gino Severini, ritornò a Buenos Aires, dove il modernismo europeo non si era ancora diffuso. Pettoruti non era uno sconosciuto perché in quegli anni aveva inviato corrispondenze dall'Europa che erano state pubblicate su diversi giornali, tuttavia, la sua prima mostra non fu ben recepita dalla parte più conservatrice dell'opinione pubblica, abituata a una pittura di taglio naturalistico che illustrava la vita dei gauchos, i paesaggi naturali e il bestiame. 
Nel 1927 venne nominato direttore del Museo Provinciale di Belle Arti di La Plata. In questo periodo uno dei temi ricorrenti di Pettoruti erano i musicisti e gli arlecchini, ritratti da soli o in gruppo. I musicisti, in particolare, erano associati con la cultura del Tango, tipica in Argentina. Un esempio tipico di questo tema è Quinteto, un dipinto del 1927 che ritrae cinque musicisti di strada in uno stile simile a quello cubista. Un altro tema affrontato spesso dal pittore sono le nature morte, che includono oltre a bottiglie, vasi e occhiali, spesso anche strumenti musicali. Inizialmente queste composizioni erano fatte con aree di colore nette e senza sfumature, mentre gli oggetti sembravano osservati simultaneamente da tutti i lati. Più tardi Pettoruti si concentrò sulla luce, cercando di incorporarla sotto forma di un concreto elemento della pittura. Questo è evidente per esempio nella sua natura morta Sol Argentino, del 1941, dove la luce solare diventa quasi un elemento solido all'interno del dipinto. Nell'ultimo periodo della sua vita artistica, Pettoruti avanzò verso lo sviluppo di una totale astrazione. Negli anni Quaranta espose in Cile e negli Stati Uniti.

## L'esilio in Europa
Con l'arrivo al potere del generale Juan Peron, nel 1946, Pettoruti decise di dimettersi dalla sua carica di direttore del museo a causa di nuovi indirizzi culturali molto più conservatori. Dopo alcuni anni, Pettoruti fu costretto a lasciare l'Argentina e ad esiliarsi in Europa, nel 1952. In questo periodo la maggior parte dei suoi dipinti sono ormai costituiti da schemi geometrici costruiti su forme dai contorni netti. Pettoruti dava a bella posta a queste composizioni astratte nomi molto romantici come Inverno a Parigi (1955) o Notte d'Estate (1953). Nel 1952 Pettoruti espone a Milano e a Firenze, nel 1953 a Roma e nel 1954 a Parigi, insieme a Masson e Miró. Successivamente si stabilisce a Parigi ed espone in tutta Europa. Nel 1966 pubblica le sue memorie con il titolo Un pintor ante el espejo (Un pittore allo specchio). Muore a Parigi, a 79 anni, vittima di un'infezione epatorenale.